# أورينياسية مشرقية
خطأ لوا في وحدة:Navbar على السطر 58: عنوان غير صحيح العصر الحجري القديم.

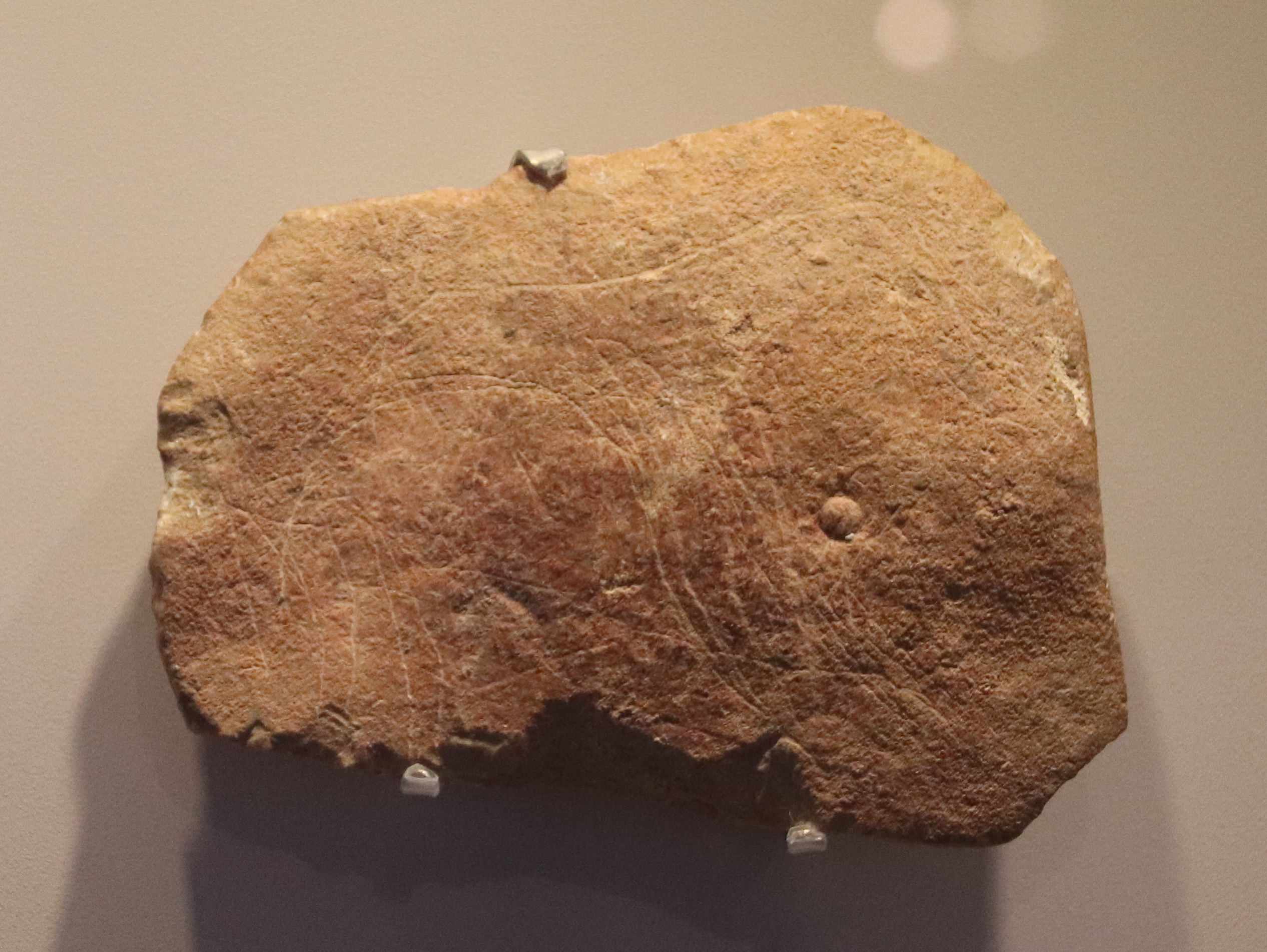
نحت حصان مع آثار رسم مغرة ؛ 40000-18500 ق.ح؛ من كهف هايونيم.أورينياسية. قد يكون هذا أحد أقدم المظاهر المعروفة للفن البشري.

خريطة لمواقع أورينياسية، بما في ذلك الأورينياسية المشرقية.

أورينياسية مشرقية أو أورينياسية شامية Levantine Aurignacian في الفترة 35000-29000 ق.ح، معايرة، 32000-26000 ق.ح، غير معايرة هي ثقافة من العصر الحجري القديم العلوي في الشرق الأدنى في بلاد الشام. سميت بهذا الاسم بسبب تشابه الأدوات الحجرية مع الثقافة الأورينياسية في أوروبا. كان الأورينياسية المشرقية تحمل اسم الأنطالية السفلى والأنطالية العلية في المصادر القديمة، نسبة لموقع كهف وادي أنطلياس في لبنان.

## الفترة الأورينياسية المشرقية
كشفت الثقافة الأورينياسية المشرقية عن أوجه التشابه مع الأورينياسية في تصنيع النصال وفي معالجة أدوات العظام.
كرونولوجيًا تتبع الأورينياسية المشرقية الثقافتين الأميراتية والأحمرية المبكرة في نفس منطقة الشرق الأدنى، وترتبط ارتباطًا وثيقًا بهما.
يُصنف نقش الحصان مع آثار طبقة طلاء المغرة المكتشف في كهف هايونيم، بشكل عام على أنه من الثقافة الأورينياسية المشرقية ويؤرخ بشكل مختلف بين الأعوام 40000-18500 ق.ح. قد يكون هذا النقش أحد أقدم مظاهر الفن البشري المعروفة، إلى جانب تلاوين المغرة في كهف بلومبوس، قبل تدفق الفن الصخري في أوروبا.
تعتبر الأورينياسية المشرقية جزءًا من التحول التكنولوجي من العصر الحجري القديم الأوسط إلى العصر الحجري القديم العلوي، ولكن وصول الإنسان المعاصر الإنسان العاقل إلى بلاد الشام يبقى يسبق الأورينياسية المشرقية بعشرات الآلاف من السنين. أقرب ثقافة للأورينياسية من العصر الحجري القديم الأعلى هي الثقافة لأحمرية المحلية، مع أول تقنية كاملة للنصال الكاملة، والتي اتقنتها الثقافة الأورينياسية المشرقية، ربما بعد بضعة آلاف من السنوات من التعايش. تشكل الفترة الأميراتية والفترة الأحمرية الفترات الأولى من العصر الحجري القديم الأعلى، المقابلة للمراحل الأولى من توسع الإنسان العاقل خارج أفريقيا. من هذه المرحلة، ربما هاجر أول البشر الحديثين إلى أوروبا لتشكيل بداية العصر الحجري القديم الأوروبي العلوي، بما في ذلك الثقافة الأورينياسية. هناك احتمال أن تكون الأورينياسية المشرقية نتيجة للتأثير العكسي من الأورينياسية الأوروبية، لكن هذا الأفتراض لا يزال موضع نقاش.

## الفترة اللاحقة: ثقافة كبارية ميكروليتية
بحلول نهاية الأورينياسية المشرقية، حدثت تغييرات تدريجية في الصناعات الحجرية. تستمر المرحلة الأولى من العصر الحجري القديم الانتقالي في الشرق الأدنى، المعروف أيضًا باسم الكبارية، من 20000 إلى 12150   ق.ح. يمكن العثور لأول مرة على أدوات حجرية صغيرة تُدعى ميكروليت و خزم الشطايا. تختلف الميكروليتيات في فترة الثقافة هذه بشكل كبير عن الأدوات الأثرية الأورينياسية.

## مواقع
- مواقع النقب المركزي D14, D18, D22, D27 A,B[12]
- القصير
- كهف هايونيم D
- كهف كبارة D
- قصر عقيل، الملجأ السابع
- كهف رقيفة، المستوى الثالث - الرابع
- أم التل

## مصنوعات

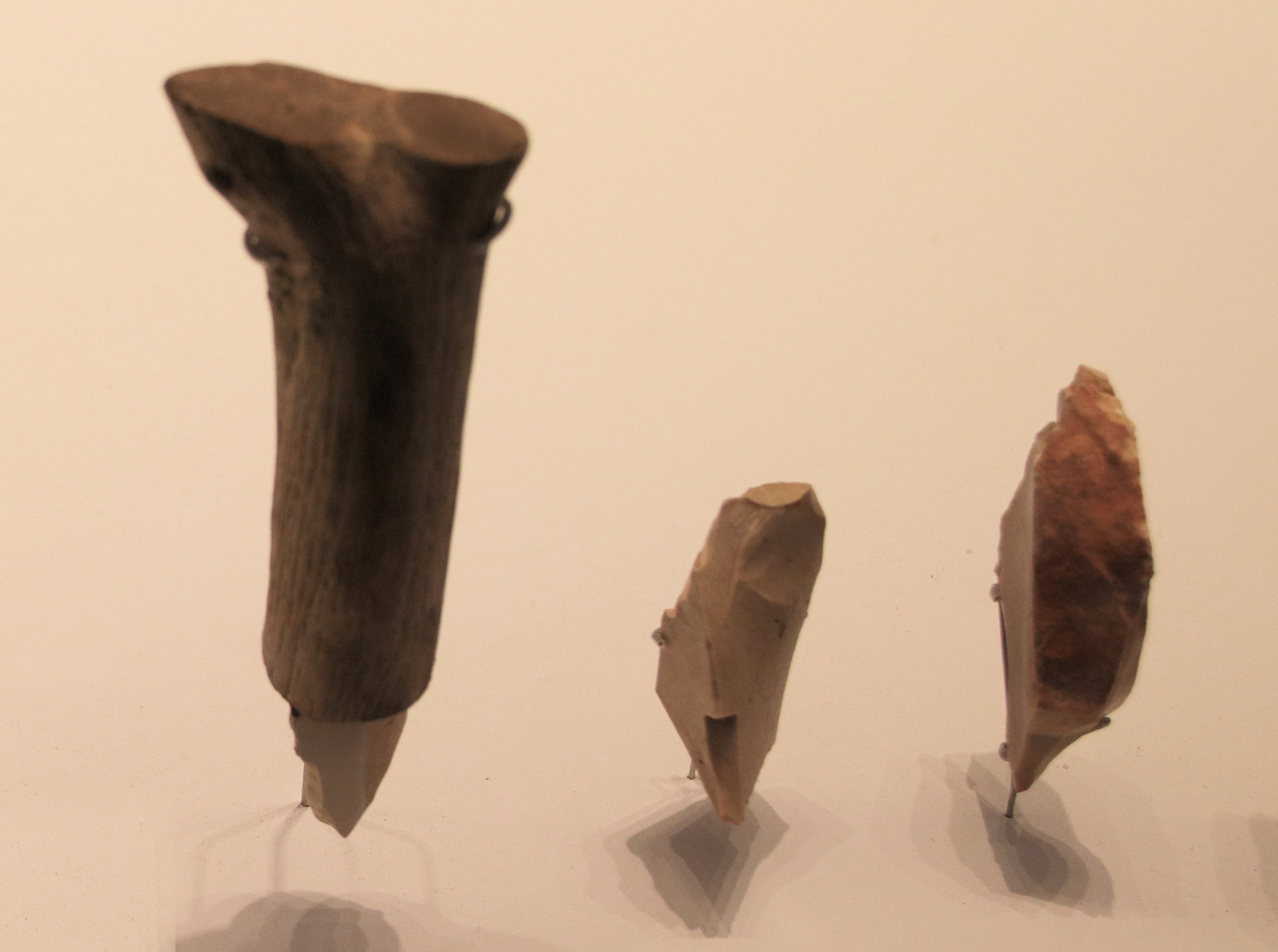
الثقافتان، الموستيرية و الأورينياسية ، مناقش حجر تستخدم لقطع الحجر والخشب، قفزه، هايونيم ، وادي كهوف الكرمل ، 250000-22000 ق.ح.فلسطين
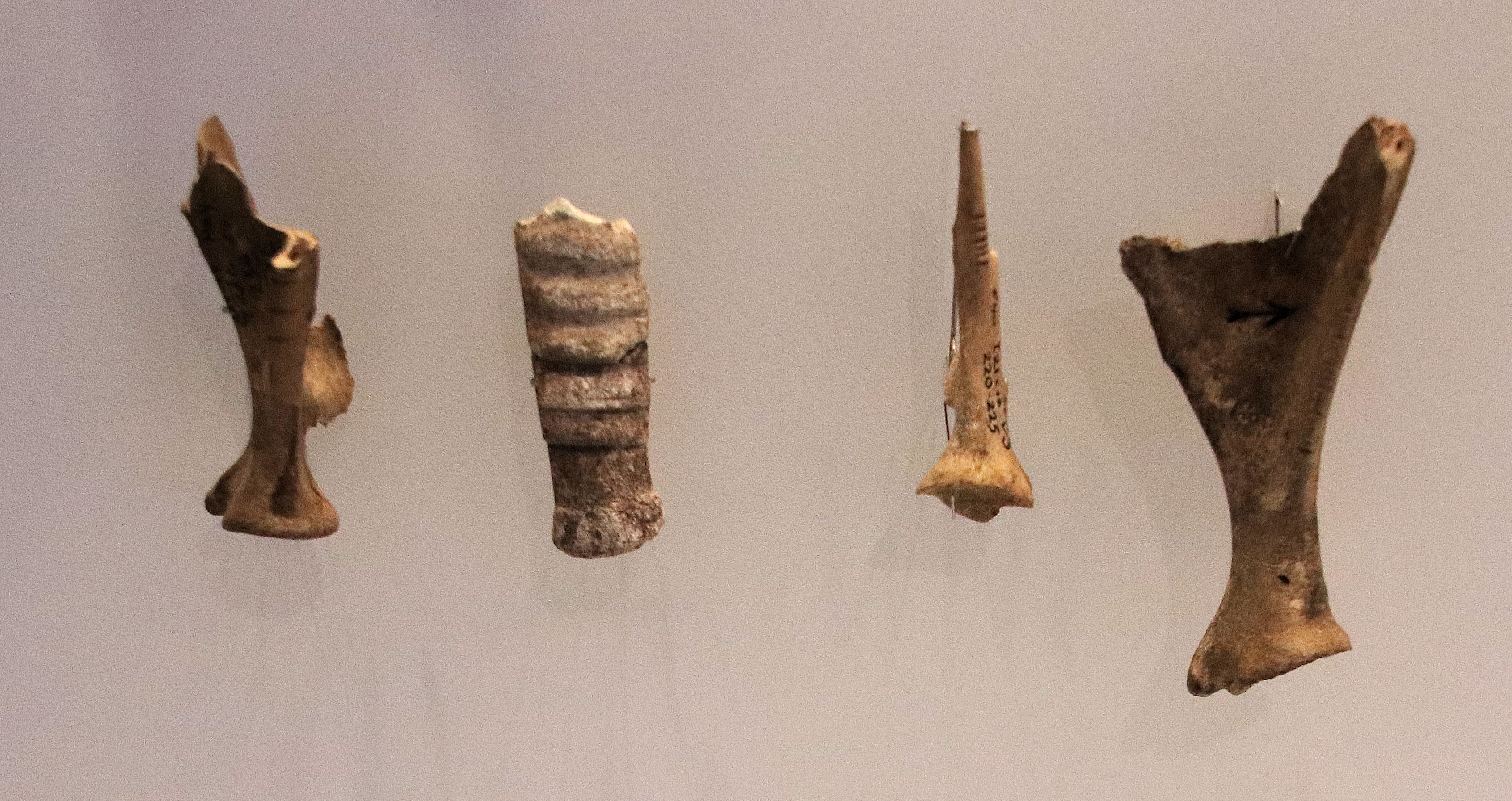
أورينياسية .عظام حيوانات مشغولة ، كهف هايونيم ، 28000 ق.ح.
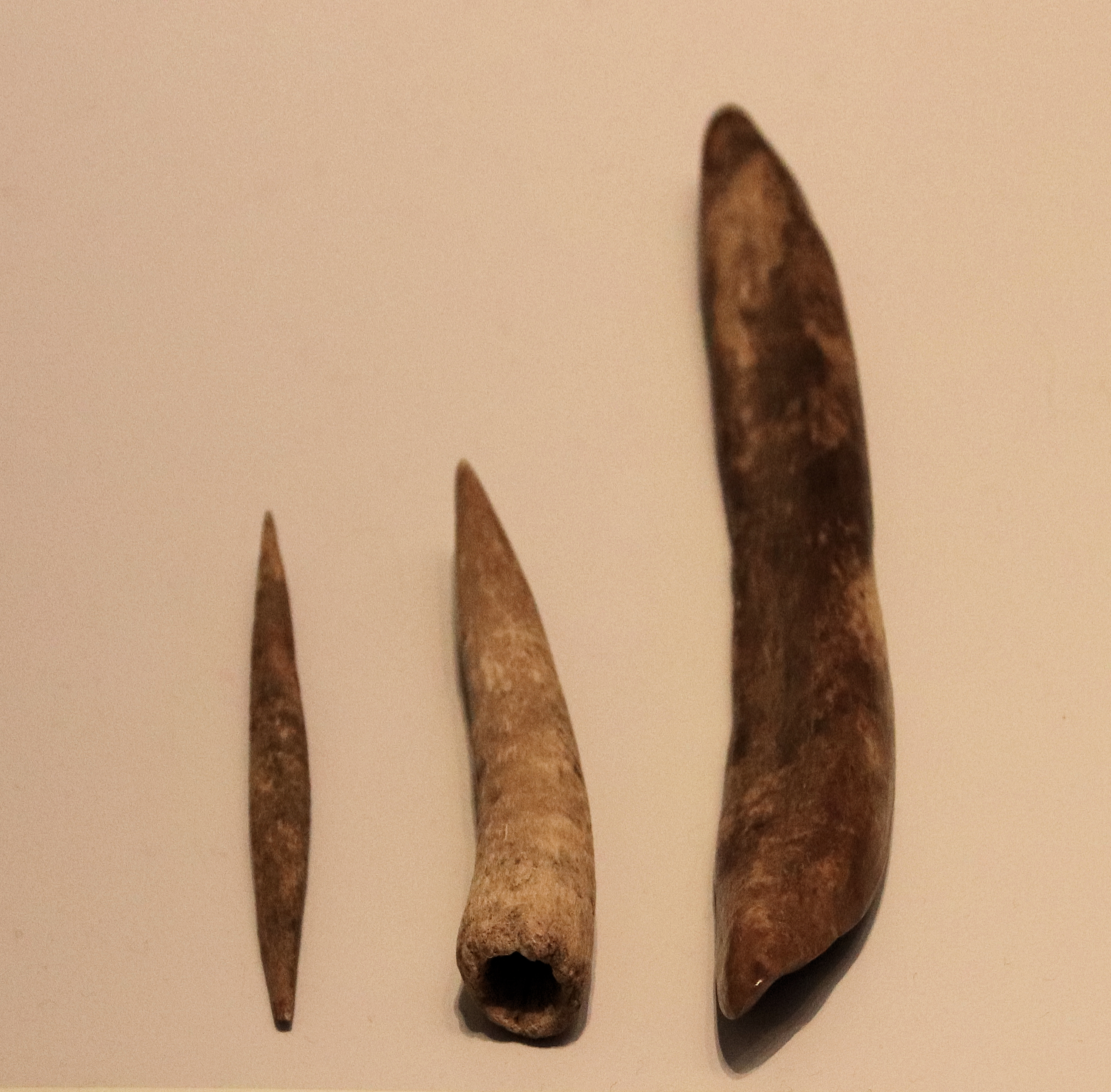
أدوات عظمية أورينياسية (إبرة ، ومخرز وأداة ثقب) ، كهف هايونيم ، 30،000 ق.ح.

## مؤلفات
- Simmons, Alan H., The Neolithic Revolution in the Near East: Transforming the Human Landscape, 2007, University of Arizona Press, (ردمك 978-0816529667), google books